# Rodolfo Tartini
Rodolfo Tartini (* 10. Jänner 1855 in Iragna; † 31. Jänner 1933 in Lugano) war ein Schweizer römisch-katholischer Geistlicher.

## Leben
Rodolfo Tartini war der Sohn von Alessandro Tartini und dessen Ehefrau Angiola, geb. Parini.
Er studierte Theologie in Monza und in Mailand; er erhielt 1877 die Priesterweihe.
1885 wurde er als Lehrer für Geschichte und Moral am Priesterseminar Santa Maria in Pollegio angestellt, deren Rektor er ab 1887 war. In der Zeit von 1894 bis 1898 war er Rektor der Diözesanseminare des Bistums Lugano. In dieser Zeit wurde er 1895 zum Prosynodalrichter und Prosynodalexaminator ernannt.
Ab 1900 war er Domherr in Lugano und von 1906 bis 1909 war er Diözesanvikar sowie von 1909 bis 1916 Generalvikar.
Gemeinsam mit Gioachimo Respini, dessen Freund und Berater er war, gehörte er zu den massgeblichen Führern der unnachgiebigen antimodernistischen Strömung der Tessiner Kirche.

### Schriftstellerisches Wirken
Zu den Werken von Rodolfo Tartini, die von der Propaganda für einen integralistischen Katholizismus durchdrungen sind, zählen Gedächtnisschriften, Zeitungsartikel und mehrere Bücher, darunter die Storia politica del Cantone Ticino, bei der es sich um die Überarbeitung eines unveröffentlichten Entwurfs Respinis handelt.

## Ehrungen
In seinem Geburtsort Iragna wurde die Strasse Via Monsignore Tartini nach Rodolfo Tartini benannt.

## Schriften (Auswahl)
- Lezioni di storia della Svizzer. Tipografia Francesco Bertolotti, Bellinzona  1887.
- Nella riunione della sezione leventinese della società di Pio IX in Giornico: Discorso. Tipografia Alberto Pedrazzini, Locarno 1896.
- Storia politica del Cantone Ticino. Tipografia artistica, Locarno 1904.
- La missione del Sacerdote: Discorso nella prima santa messa di Don Giulio De-Maria in Molare li 26 Maggio 1907. Tipografia Giovanni Grassi, Lugano 1907.
- Panegirico in onore di S. Carlo Borromeo nel Terzo Centenario dopo la sua Canonizzazione: letto il 29 maggio 1910 in tutte le parrocchie ambrosiane della diocesi di Lugano. Tipografia Giovanni Grassi, Lugano 1910.
- Martirio di cuore del Sacerdote: discorso. : Tipografia Alberto Pedrazzini, Locarno 1912.
- Commemorazione di Mgr Giambattista Martinoli: in Ponto Valentino nell’Assemblea dei Cattolici svizzeri (sezione bleniese) il 16 maggio 1921 per il centesimo anniversario della di lui nascita 10 luglio 1821. Tipografia St. Agostino, Massagno 1921.